# Sobór św. Pawła w Gatczynie
Sobór św. Pawła – prawosławny sobór w Gatczynie, katedra eparchii gatczyńskiej Rosyjskiego Kościoła Prawosławnego. Położony w centrum miasta.

## Historia
Sobór został wzniesiony z polecenia cara Mikołaja I jako cerkiew-pomnik ku czci jego ojca, cara Pawła I, jego żony Marii Fiodorowny, syna Konstantego i córki Heleny. Cerkiew, wzniesiona w mieście założonym przez Pawła I, dodatkowo miała upamiętnić także oficerów wojsk rosyjskich stacjonujących w Gatczynie, których imiona umieszczono na tablicach pamiątkowych we wnętrzu świątyni. Car postanowił wznieść świątynię z okazji 50. rocznicy śmierci cara i sam wybrał miejsce pod jej budowę, jak również zdecydował o jej rozmiarach. Autorem projektu świątyni był architekt miejski Pawieł Kuźmin, który według niektórych źródeł współpracował z Konstantinem Thonem, jednym z ulubionych architektów Mikołaja I, twórcy państwowego stylu bizantyjsko-rosyjskiego, bądź też wykorzystał w swojej pracy starszy projekt Thona. 17 października 1846 car Mikołaj I brał udział w uroczystym położeniu kamienia węgielnego. Budowa świątyni trwała cztery lata, zaś jej poświęcenie odbyło się 29 czerwca 1852, ceremonii przewodniczył metropolita petersburski Nikanor.
W II połowie XIX w. w soborze odbywały się nabożeństwa w języku estońskim; następnie dla prawosławnych Estończyków wzniesiono w Gatczynie odrębną cerkiew. W 1918, z inicjatywy metropolity piotrogrodzkiego Beniamina i za zgodą patriarchy moskiewskiego i całej Rusi Tichona do soboru przeniesiono relikwie przechowywane dotąd w pałacu carskim, a następnie na Kremlu moskiewskim – prawą rękę Jana Chrzciciela, Filermską Ikonę Matki Bożej oraz cząstkę Krzyża Pańskiego. W tym samym roku w podziemiu świątyni metropolita Beniamin wyświęcił czwarty ołtarz – Przeniesienia Relikwii Prawej Ręki Jana Chrzciciela. W 1919 ks. Joann Bogojawlenski, proboszcz soboru, wywiózł relikwie do Rewla, uchodząc z miasta przed siłami czerwonych.
Sobór pozostawał czynny do 1938. W wymienionym roku skazani na śmierć i rozstrzelani zostali obaj służący w nim kapłani, protoprezbiterzy Aleksiej Błagowieszczenski i Aleksandr Kałaczew. Świątynia została zamknięta, jej majątek skonfiskowany, zaś ikonostas rozłożony na części. Zniszczeniu konstrukcji zapobiegła mieszkanka miasta Warwara Prozorowa, która ukryła ikonostas w swoim domu.
W 1941 władze postanowiły zaadaptować budynek soboru na kinoteatr. Projekt W. Kałmykowa zakładał daleko idącą przebudowę obiektu, w tym zniszczenie kopuł, urządzenie sal, biur i foyer, jak również wykonanie na fasadzie płaskorzeźby przedstawiającej postacie z filmu Czapajew. Prace adaptacyjne rozpoczęto w maju 1941, jednak atak Niemiec na ZSRR uniemożliwił ich ukończenie. W czasie walk o Gatczynę główna kopuła cerkwi została zniszczona przez pocisk artyleryjski, budynek poniósł także inne straty. Po wejściu wojsk niemieckich do miasta administracja okupacyjna zgodziła się na przywrócenie obiektu do użytku liturgicznego, nabożeństwa odbywały się w mniej uszkodzonej dolnej (podziemnej) cerkwi.
Sobór pozostał czynny także po zakończeniu działań wojennych. Został częściowo odrestaurowany, ponownie znalazły się w nim uratowane przez wiernych ikonostas, ikony i elementy cerkiewnego wyposażenia.
Od 2007 w soborze wystawione są dla kultu relikwie świętej mniszki Marii Gatczyńskiej. Rok później obiekt został gruntownie wyremontowany, zaś na jego dzwonnicach pojawiło się dziewięć nowych dzwonów.

## Architektura
Sobór reprezentuje urzędowy styl rosyjsko-bizantyjski. Jest to budowla pięciokopułowa, murowana. Główna kopuła rozmieszczona jest na dwunastobocznym bębnie, boczne – na ośmiobocznych. Kopuły nie zostały pokryte złotem na wyraźne polecenie cara Mikołaja I. Dwie z bocznych kopuł pełnią równocześnie funkcje dzwonnic. Największy dzwon w soborze waży 296 pudów. W świątyni funkcjonują trzy ołtarze: główny św. Pawła, prawy Świętych Konstantyna i Heleny oraz lewy św. Marii Magdaleny.
W świątyni znajduje się dziewiętnastowieczny ikonostas. Początkowo miał on zostać wykonany z pozłacanego drewna lipowego, jednak w 1850 architekt Kuźmin poprosił cara o zgodę na wykonanie go z drewna cyprysowego, które lepiej harmonizowałoby z kolorystyką ikon. Mikołaj I zgodził się i sam sfinansował wykonanie ikonostasu. Konstrukcję zaprojektował F. Sołncew, zaś wykonał ją Skworcow, natomiast ikony napisali Bruni, Scotti, Zawjałow, Sieriebriakow i Piernic.
Na ścianach pomieszczenia ołtarzowego soboru rozmieszczone zostały freski przedstawiające świętych patronów członków rodziny panującej, namalowane na złotym tle. Ponad ołtarzem F. Zawjałow namalował postać Chrystusa Zbawiciela Błogosławiącego, po dwóch stronach ołtarza świętych Piotra i Pawła z aniołami, zaś nad klirosami – Mojżesza i Jana Chrzciciela. Inny artysta, P. Szamszyn, wykonał postacie dwunastu proroków i czterech ewangelistów w głównej kopule.